# 波拉德鎮區 (阿肯色州克萊縣)
波拉德鎮區（英語：Pollard Township）是位於美國阿肯色州克萊縣的一個行政鎮區。

## 地方資料
波拉德鎮區的面積為75.09平方千米，當中陸地面積為74.91平方千米，而水域面積為0.18平方千米。根據2010年美國人口普查的數據，當地共有人口532人，而人口密度為每平方千米7.08人。